# Abderrahmane Baâboura
Abderrahmane Baâboura (arabe : عبد الرحمان البعبورة), né le 12 juillet 1985 à Zarzis, est un footballeur tunisien.

## Carrière
- juillet 2008-juillet 2010 : Étoile sportive du Sahel (Tunisie)
- juillet 2010-janvier 2013 : El Gawafel sportives de Gafsa (Tunisie)
- janvier-décembre 2013 : Espérance sportive de Zarzis (Tunisie)
- décembre 2013-août 2014 : Union sportive monastirienne (Tunisie)
- juillet 2014-juillet 2015 : Espérance sportive de Zarzis (Tunisie)